# Falfurrias (Texas)
Falfurrias település az Amerikai Egyesült Államok Texas államában, Brooks megyében, melynek megyeszékhelye is. Lakosainak száma 4609 fő (2020. április 1.).

## Népesség
A település népességének változása:

| 2010 | 4 981 |
| 2020 | 4 609 |